# Nacht der Vampire
Nacht der Vampire (Originaltitel: La noche de Walpurgis) ist ein 1970 in spanisch-deutscher Koproduktion entstandener Horror-, Trash- und Exploitationfilm mit dem spanischen Horrorfilmstar Paul Naschy (alias Jacinto Molina) in der Hauptrolle. Regie führte der für dieses Genre in den frühen 1970er Jahren einschlägig bekannte, argentinische Filmregisseur León Klimovsky. Seine Uraufführung erlebte der Film am 17. Mai 1971 in Madrid, seine deutsche Erstaufführung fand am 8. Oktober 1971 statt.

## Handlung
Der Film beginnt damit, dass zwei alte Männer einer Obduktion beiwohnen, der eine von ihnen ist der Arzt Dr. Hartwig. Als sein Kollege darauf hinweist, dass der Tote, ein gewisser Waldemar Daninsky, das Werwolfszeichen auf der Brust trägt, lacht der Leichenbeschauer nur. Er entnimmt der Leiche eine silberne Kugel. Daraufhin erwacht der Tote wieder zum Leben und verwandelt sich in einen Werwolf. Er fällt beide Männer an und türmt anschließend ins Freie. Im Wald reißt er gleich sein nächstes Opfer, eine Frau.
In Paris erzählt die junge Studentin Elvira ihrem Bekannten Marcel, dass sie gerade ihre Abschlussarbeit über eine gewisse Gräfin Wandesa Dárvula de Nadasdy schreibt, die im Mittelalter als Zauberin und Hexe galt, Blut von Jungfrauen trank und sich der schwarzen Magie verschrieben hatte. Eines Tages habe sie es zu weit getrieben und die Kirche so weit herausgefordert, dass man sie kurzerhand mit einem in die Brust gerammten, silbernen Kreuz tötete. Am nächsten Morgen bricht Elvira mit ihrer Freundin und Mitstudentin Genevieve auf, um der Spur der mysteriösen Gräfin nachzugehen. Während der Fahrt macht Genevieve sogar noch Scherze über Graf Dracula, als die Gegend, in die sie fahren, immer abgelegener wird.
Als sie mit ihrem Auto liegenbleiben, findet Elvira in einem verfallenen Haus einen Mann vor, der sich als Waldemar vorstellt und bereit ist, ihnen weiterzuhelfen. Er sei Schriftsteller, behauptet er, und lädt die beiden ein, die nächsten Tage auf seinem Landsitz zu verbringen, da der nächste Ort noch sehr weit entfernt sei. Als beim Abendessen Elvira von ihrem Projekt, der Suche nach dem Grab einer einst berüchtigten, schwarze Magie betreibenden Hexe berichtet, erstarrt der Gastgeber. In der ersten Nacht kann Elvira nicht einschlafen und starrt ständig auf die Schlafzimmertür, die man nicht abschließen kann. Tatsächlich öffnet sich mitten in der Gewitternacht die Tür, und eine verwirrt blickende Frau nähert sich ihr. In drei Sprachen (Deutsch, Englisch und Französisch) rät sie Elvira, das Haus schnellstmöglich zu verlassen. Wenig später erscheint auch Waldemar und erklärt Elvira, dass dies seine geistig verwirrte Schwester gewesen sei. Er entschuldigt sich für ihren merkwürdigen Auftritt und verlässt den Raum wieder.
Am nächsten Morgen erklärt Waldemar Elvira noch einmal genauer, was es mit seiner Schwester auf sich hat. In der Zwischenzeit besichtigt Genevieve das Gelände und gerät dabei in ein halb verfallenes Gebäude, von deren Wände Eisenketten herabbaumeln. Dort wird sie von Waldemars Schwester angefallen und fast erwürgt. Waldemar und Elvira hören ihre Schreie und sehen sie bewusstlos am Boden liegen. Später brechen alle drei auf, um nach dem Grab der gräflichen Hexe zu suchen, das nahe einem Kloster liegen soll. Tatsächlich finden sie das Grab, und Waldemar öffnet es. Elvira will nicht dabei sein und geht wieder. Genevieve möchte von der Hexe Wandesa ein paar Fotos schießen und bleibt. Sie sieht das silberne Kreuz in der Brust des zerfallenen Körpers der Blutgräfin stecken und will es herausziehen. Dabei verletzt sie sich am Handgelenk, und Tropfen ihres Blutes fallen auf den Schädel der Toten.
In der kommenden Nacht, es ist wieder Vollmond, ruckelt das aufgeschüttete Erdreich über dem Grab der Gräfin Wandesa. Eine Hand ragt aus dem Erdreich heraus. Als Genevieve in die Küche geht, um etwas Wasser für die Nacht zu holen, hört sie jemanden ihre Stimme rufen. Vor ihr erscheint, einer flackernden Erscheinung gleich, die wiederauferstandene Hexengräfin. Nebelschwaden wabern durch das Haus, und Genevieve folgt den Lockrufen der Gräfin ins Freie. Angekommen, reicht sie der gespenstischen Hexe ihren verletzten Arm, in den die Blutsaugerin zart beißt. Dann gibt sich Genevieve ganz der zur Vampirin gewordenen Hexe hin. Aus der Ferne beobachtet Waldemars Schwester Elisabeth das gespenstische Treiben.
Inzwischen macht sich die besorgte Elvira auf die Suche nach ihrer verschollenen Freundin. Als diese durch die Nebelschwaden zurückkehrt, ist sie wie verwandelt. Sie schaut und spricht völlig entrückt und schwärmt von der Begegnung mit der Gräfin Wandesa. „Es ist wunderschön … komm mit uns … ich zeige dir, was Freude ist…“ fordert sie Elvira auf. Als dann plötzlich Waldemar erscheint, läuft Genevieve schreiend davon. Er hält ein silbernes Kruzifix hoch in die Luft. Am nächsten Tag schickt Waldemar Elvira, mit einem Kreuz bewaffnet, in den nächsten Ort in Sicherheit. Derweil beerdigt er seine offensichtlich von der vampirisierten Genevieve gebissene Schwester, nachdem er sie erst gepfählt und dann den Kopf vom Rumpf getrennt hat. Auf der Fahrt in den nächsten Ort – es ist schon wieder dunkel geworden – begegnet Elvira ihrer zur Vampirin gewordenen Freundin sowie Wandesa, die jedoch beide fluchtartig entschweben, als Elvira ihnen ihr Kreuz zeigt.
Elvira kehrt zu Waldemar zurück, doch dieser fordert sie auf, so schnell wie möglich fortzugehen, obwohl sich beide ineinander verliebt haben. Waldemar hört bereits den Lockruf des Werwolfs in sich. Als wieder Vollmond ist, verwandelt sich Waldemar und entflieht in das Dunkel der Nacht. Elvira schläft ein und hat einen schrecklichen Alptraum. In dem besuchen sie die beiden Vampirinnen. Wandesa schneidet darin ihren Hals an und fängt das herausströmende Jungfrauenblut in einem Kelch auf, den die beiden Vampirfrauen leeren. Am nächsten Morgen kehrt Waldemar zurück und erzählt Elvira die ganze Geschichte rundum sein Werwolfdasein. Beide beschließen, gemeinsam Wandesa endgültig den Garaus zu machen. In der folgenden Nacht besucht Genevieve Elvira, und diese lässt sich von ihr in den Hals beißen. An ihrer Grabstelle lauert Waldemar Genevieve bereits auf und pfählt sie nach kurzem Kampf. Im Moment der Erlösung Genevieves von ihrem Vampirdasein verschwinden auch die Wundmale an Elviras Hals. Wandesa wartet indes vergeblich auf Genevieves Rückkehr.
Damit er in der kommenden Nacht nicht wieder als Werwolf umherstreifen kann, bittet Waldemar Elvira, ihn anzuketten. Tatsächlich verwandelt er sich, kann sich aber bald losreißen, und Elvira vor einem aufdringlichen Mann, der sie zuletzt ins Dorf fahren sollte, retten. Als wenig später ihr Bekannter aus Paris, Marcel, vorbeikommt, bitte Waldemar Elvira, mit ihm zurückzufahren. Denn die nächste Nacht ist die Walpurgisnacht, und die Hexen wären auf dem Höhepunkt ihrer Macht. Es sei dann zu gefährlich für sie, zu bleiben. Weit kommen Marcel und Elvira nicht. Schon wieder bricht die Dämmerung an, und Wandesa lauert den beiden in einem Waldstück auf und nimmt sie in ihrem Versteck gefangen. Elvira wird auf einem Schrein aufgebahrt und als Opfer vorbereitet. Da erscheint Waldemar mit dem Kreuz, und Wandesa weicht zurück. Er befreit Elvira, die sich zu dem noch angeketteten Marcel begibt. Schon wieder ist Vollmond, und Waldemar verwandelt sich ein weiteres Mal in einen Werwolf.
Im finalen Kampf zwischen ihm und der Vampirin tötet er diese. Dann ergreift Elvira das silberne Kreuz und rammt es Waldemar in seine Brust, um auch ihn endgültig zu erlösen. „Nun bist du für immer frei“, sagt sie dem Sterbenden entgegen. Der Werwolf verwandelt sich zurück in Waldemar, und die Ketten an den Wänden fallen ab und befreien auch Marcel. Beide gehen ins Freie. Ein neuer Morgen ist angebrochen.

## Produktionsnotizen
Jacinto Molina alias Paul Naschy gelang der Durchbruch in seinem Heimatland Spanien 1967 mit der Darstellung des Wolfsmenschen in dem Schauerstück Die Vampire des Dr. Dracula. Seitdem wurde er vorwiegend mit verschiedenen Rollen in Horrorfilmen eingesetzt; das heimische Publikum assoziierte ihn aber stets mit diesem Fabelwesen, das er nach drei Jahren in Nacht der Vampire erneut verkörperte.
Nach ihrer Hauptrolle in dem deutschen Horrorfilm Hexen bis aufs Blut gequält verpflichtete man die Österreicherin Gaby Fuchs auch für diese spanisch-deutsche Filmproduktion. Ihr zur Seite stand die gleichaltrige deutsche Kollegin Barbara Capell, die hier ihre Abschiedsvorstellung im Kinofilm gab.
Regisseur León Klimovsky gelangte erst spät zu Berühmtheit. Anfang der 70er Jahre begann er mit Nacht der Vampire seine Karriere als Horror-Trashfilm-Spezialist. Es folgten noch weitere Gruselstücke (Die Nacht der blutigen Wölfe, Die Rebellion der lebenden Leichen, Der Totenchor der Knochenmänner, Die Gruft des Grauens), die allesamt von der Kritik verrissen wurden, sich aber beim anspruchsarmen Publikum einer gewissen Beliebtheit erfreuten.
Auf deutscher Seite war die Münchner Produktionsfirma HIFI-Stereo-70 Filmvertrieb KG, die schon den Horrorfilmklassiker Hexen bis aufs Blut gequält mitproduziert hatte, an der Herstellung von Nacht der Vampire beteiligt.
Gedreht wurde der Film im Studio in Madrid sowie an Außendrehorten in Monasterio del Cercón, Navacerrada und San Martín de Valdeiglesias.
Um die Verkaufschancen ins Ausland zu erhöhen, wurde der Film komplett auf Englisch gedreht.

## Kritiken
Das große Personenlexikon des Films erinnerte bezüglich Nacht der Vampire: „Während dieser Streifen bei der deutschen Kritik eine Mischung aus Gelächter und Fassungslosigkeit auslöste, entwickelte er in Spanien nahezu Kultstatus.“
In Filme 1971–76 und im Lexikon des Internationalen Films ist über den Film zu lesen: „Einfallslos inszenierte, alberne Horrorgeschichte.“
Spaniens Guia del video-cine urteilte über Nacht der Vampire: „La más celebre de las interpretaciones de Paul Naschy (Jacinto Molina) y en un film que incluso goza de cierta popularidad, todavia me pregunto por qué. Desarmatemente pobre (de medios, de gracia, de imaginación) ‘match‘ entre una vampira … y nuestro Hombre-Lobo de todo la vida…“
In einer Kritik von Die besten Horrorfilme.de heißt es: „Es gibt zu viele Längen, zu viele Logikfehler und zu wenig Spannung. Der zottelige Werwolf, der hier eigentlich der Gute ist und sich nach Erlösung sehnt, sieht nicht wirklich gruselig aus und auch die paar Gore-Szenen hauen heute keinen mehr vom Hocker. Man hat stellenweise den Eindruck, als fehle ein Drehbuch, so ist z. B. jede Nacht Vollmond.“ Aber: „Trashfans kommen hier auf ihre Kosten, denn einen Unterhaltungswert auf unterem Niveau und unfreiwillige Komik hat der Film schon.“